# Jill E. Brown
Jill E. Brown (née en 1950 à Baltimore) est une aviatrice américaine. Elle est la première femme afro-américaine à devenir pilote pour une grande compagnie aérienne américaine.